# スタージ
スタージ(Stirge)は、テーブルトークRPG『ダンジョンズ&ドラゴンズ』（D&D）に登場する蚊に似た性質を持つ架空の魔獣である。

## 掲載の経緯

### D&D オリジナル版(1974-1976)
スタージが初めて登場したのはサプリメント『グレイホーク』(1975、未訳)である。そこでは「生物から血を吸い取る長い鼻を持った、大きく鳥のような外見のモンスター」と紹介された。

### AD&D 第1版(1977-1988)
アドバンスト・ダンジョンズ&ドラゴンズ（AD&D）第1版では『Monster Manual』(1977、未訳)にて、「暗く繁った森や地下の隠れ家に棲息し、温血動物を待ち受けている」と紹介された。また、『ドラゴン』83号(1984年3月)には“スタージの生態”特集が組まれた。

### D&D 第2版(1977-1999)
いわゆるクラシック・ダンジョンズ&ドラゴンズでスタージは『Dungeons & Dragons Basic Set』(1977、81、84)、『Dungeons & Dragons Rules Cyclopedia』(1991)、『Classic Dungeons & Dragons GAME』(1994)、『Dungeons & Dragons Adventure Game set』(1999)のいずれにも登場している。日本では84年版が発売されている。
冒険モジュール(シナリオ集)、『Ghost of Lion Castle』(1984、邦題『ザルゴンの亡霊』)では表紙イラストに掲載されている。

### AD&D 第2版(1989-1999)
AD&D 第2版では『Monstrous Compendium Volume 2』(1989、未訳)に登場し、『Monstrous Manual』(1993、未訳)に再掲載された。

『ドラゴン』239号(1997年9月)には再度、“スタージの生態”特集が組まれ、“デザート・スタージ(Desert stirge)”と、“ジャングル・スタージ(Jungle stirge)”が紹介された。

### D&D 第3版(2000-2002)、D&D 第3.5版(2003-2007)
D&D第3版では『モンスターマニュアル』(2000)に登場し、3.5版でも改訂版『モンスターマニュアル』(2005)に登場した。魔法使い用のサプリメント、『Tome and Blood』(2001、未訳)にはスタージを使い魔とするためのデータが紹介され、3.5版『ダンジョンマスターズガイド』(2005)に継承された。

### D&D 第4版(2008-)
D&D第4版では、『モンスター・マニュアル』(2008)に以下の個体が登場している。
- スタージ／Stirge
- ダイア・スタージ(大スタージ)／Dire Stirge
- スタージの大群／Stirge Swarm

ダンジョンの解説書『Into the Unknown: The Dungeon Survival Handbook』(2012、邦題『ダンジョン・サバイバル・ハンドブック　未知への冒険』)にもダンジョンに棲息するモンスターの1つとして紹介された。
また、エッセンシャルズのモンスター集、『Monster Vault』(2010、未訳)では以下の個体が登場している。
- スタージ／Stirge
- 血吸いスタージ／Stirge Suckerling
- 亡骸スタージ／Death Husk Stirge　※アンデッド化したスタージ
- ダイア・スタージ／Dire Stirge
- 血吸いスタージの大群／Stirge Suckerling Swarm

### D&D 第5版(2014-)
D&D第5版では、『Monster Manual』(2014、日本語版2018年)に登場している。

## D&D以外のテーブルトークRPG

### パスファインダーRPG
D&D3.5版のシステムを継承するパスファインダーRPGにてスタージは『Bestiary 1』(2009、未訳)に登場している。

### 13th Age
D&D第4版デザイナー、ロブ・ハインソーとジョナサン・トゥイートによるd20システム使用のファンタジーRPG、13th Ageにてスタージは『The 13th Age Bestiary』(2014、未訳)にて、通常のスタージに加え、鼻先の針を矢のように飛ばす“アーチャー・スタージ(Archer Stirge”、スタージの巣を作る“コブラー・スタージ(Cobbler Stirge)”、幼体である“スタージリング(Stirgelings)”が登場する。

## 肉体的特徴
スタージの体長は約1フィート(約30cm)、翼長は2フィート(約60cm)、体重は1ポンド(約450g)ほどあり、D&Dのモンスターでは超小型に分類される。

スタージの外見はコウモリと蚊の合いの子のような姿をしている。背中には一対、もしくは二対のコウモリのような皮の膜が張られた翼があり、胴体は短くて毛深い。先っぽがハサミ状になった二対の節くれ立った脚があり、顔面からは長い蚊のような針状の口吻がある。体色は赤錆色から赤褐色、腹部はすくんだ黄色で、針の色はピンク色から根元になるにつれ灰色になっている。

## 生態
スタージは家畜や旅人などを襲う吸血性の害獣である。彼らは薄暗い湿地や森林、洞窟などに棲息し、木のうろや建築物の屋根裏、軒下などに巣を構える。スタージは下水道にも棲息し、スタージの住み着いた都市は夜毎、嵐のような群れの襲来のために戸締まりを余儀なくされる。沼地を渡る船の中にネズミのように潜り込むので、商人たちはスタージが嫌がる殺虫剤を用いる。ハーフリングのボート村では、スタージの襲撃から護るためのネットや枝組みの格子を作る。エルフたちはスタージの巣となった木々を燃やすことを躊躇わず、一方ドワーフたちはスタージを切り刻むための重装甲部隊を送り込む。ドラウは特殊な蜘蛛を放ち、スタージを食い殺させる。スヴァーフネブリンは毒を盛られた動物の死骸を置いて、スタージを毒殺する。冒険者が煙でいぶして、スタージを追い払った例もある。
スタージは視覚、嗅覚が鋭く、血の臭いに敏感である。彼らは熱源を頼りに200フィート(約60m)先からも暗闇の中、相手を探知できる。そのため、戦闘中に血の臭いにつられて乱入してくることもままある。

戦闘になると、スタージは4本の脚で相手にしがみつき、その口吻を相手の柔らかそうな箇所に突き刺して血を吸い取る。血を飲むにつれ、彼らの体色はより濃いものに変色する。第3版および3.5版では彼らの吸血攻撃は耐久力を低下させる。吸血は相手の血を吸い尽くすまで続き、まだ飲み足りないなら次の獲物に襲いかかる。ただ、全身を硬い鱗などで覆われている生物には針が通らず、そうした生物には襲いかからない。そのため、スタージはドラゴンなどと共生していることもある。全身を装甲で包み、血の臭いを消し去っている者ならば、スタージに警戒されず近づくこともできる。
また、コボルドはスタージが入った籠を頭上から落とす罠をしかけようとスタージを飼い慣らしている。
様々な生物の血を吸っているスタージの針は病原菌を媒介している。スタージに吸血された者は、その場では助かってもひどい熱病などを引き起こす危険がある。
十分な吸血を行ったスタージは繁殖活動を行うか、巣に帰って眠りにつく。スタージはコウモリのように逆さに吊られた状態で眠り、この状態が一番無防備である。彼らが再び活動するまで7日ほどかかる。スタージの活動範囲は直径1マイルほどの範囲で、血を求めて目まぐるしく飛び回っているので追跡は困難である。

スタージは春と秋の2度ほどある繁殖期に交尾をし、雌のスタージは一度に4〜12個の卵を産む。産まれた卵は巣の周辺に堆積したグアノの中に埋められる。卵は3ヶ月ほどで孵化し、数日間はグアノの中で過ごす。スタージのひな鳥はしばしば共食いをするので、成育するのは20％ほどである。十分に成育したスタージは巣を離れ、新たな縄張りを探し出す。スタージが完全に成育するのはおよそ8ヶ月ほどである。

スタージの寿命はおよそ5〜6年である。
スタージがどのようにして誕生したのか、ある説では吸血鬼となった魔術師がアンデッドを蔓延させるために放ったとも、あるいは太古の時代に邪悪な魔術師の集団が、敵地にイナゴのような大群を送り込むために作り出したとも言われている。
スタージは決して強くはなく、駆け出しの冒険者でも難なく仕留められる。だが、群れを成して襲いかかってくると厄介な存在となる。スタージの群れは成人男性の血を数分で吸い尽くしてしまう。
スタージの巣には彼らの糞(赤い色をしており、液体に近い)が堆積し、グアノに変質している。このグアノは海鳥やコウモリのもののように、優れた肥料となる。
魔術師などはこのスタージを使い魔にする者もいる。もちろんながら、餌として生き血が必要であり、家畜や住民たちに被害を与えているスタージの存在は常に警戒の対象となりえる。邪悪な魔術師(主にネクロマンサー)は儀式に使う生き血を集めるためにスタージを飼う。彼らはスタージを捕らえるために巨大生物のアンデッドを用意し、その腹を裂いてスタージをおびき寄せる。

## コンピュータゲームでのスタージ
- 『ティル・ナ・ノーグ』シリーズ

スティージの名で登場。

## メディアの評価
スタージは『Dungeons & Dragons For Dummies』(2006年、未訳)にて、同書執筆者による「低級レベルのモンスター・ベスト10」の第10位にランクインした。彼らはスタージを「PCの能力値特典を吸い取れる能力を持った生物というのが面白い」と評し、「人間をカラカラにできる巨大な蚊なんてぞっとしますよ。それが群れて来るなんて、どうですか」と感想が述べられている。